# Zaagschubadder
De zaagschubadder (Echis carinatus) is een zeer giftige slang uit de familie adders (Viperidae).

## Naam en indeling
De naam zaagschubadder wordt ook gebruikt voor alle andere soorten uit het geslacht Echis, maar Echis carinatus is het bekendst. Deze soort wordt ook wel zandrateladder of efa genoemd.
De wetenschappelijke naam van de soort werd voor het eerst voorgesteld door  Johann Gottlob Schneider in 1801. Oorspronkelijk werd de wetenschappelijke naam Pseudoboa carinata gebruikt. De soortaanduiding carinatus betekent vrij vertaald 'voorzien van kielen' en slaat op de sterk gekielde schubben aan de gehele bovenzijde van het lichaam inclusief de kop.

### Ondersoorten
De soort wordt verdeeld in twee ondersoorten die onderstaand zijn weergegeven, met de auteur en het verspreidingsgebied.
| Naam                      | Auteur          | Verspreidingsgebied                 |
| ------------------------- | --------------- | ----------------------------------- |
| Echis carinatus carinatus | Schneider, 1801 | India                               |
| Echis carinatus sochureki | Stemmler, 1969  | De rest van het verspreidingsgebied |

## Uiterlijke kenmerken
De slang bereikt een lichaamslengte van ongeveer 60 tot 70 centimeter, uitschieters kunnen soms tot meer dan 80 cm lang worden. De peervormige kop is duidelijk te onderscheiden van het lichaam door de aanwezigheid van een insnoering. De ogen zijn relatief groot en zijn aan de bovenzijde van de kop gepositioneerd, ze hebben een verticale pupil. De slang heeft 27 tot 37 rijen sterk gekielde schubben in de lengte op het midden van het lichaam en 154 tot 169 schubben aan de buikzijde. Onder de staart zijn 29 tot 35 staartschubben aanwezig.
De lichaamskleur is bruin, van lichtbruin tot meer roodbruin, met op de rug een regelmatige diamanttekening, zwartomzoomde witte dwarsstrepen die op de flanken doorlopen als donkere vlekken. Een ander kenmerk is de lichtere vlek op de kop, die de vorm heeft van een kruis. Er is wel enige variatie en ook andere soorten hebben een dergelijke kruis-achtige vlek. De naam zaagschubadder is te danken aan de tand-achtige rijen stekeltjes op de schubben van de flanken die gebruikt worden om waarschuwingsgeluid te maken als het dier zich bedreigd voelt.

## Verspreiding en habitat

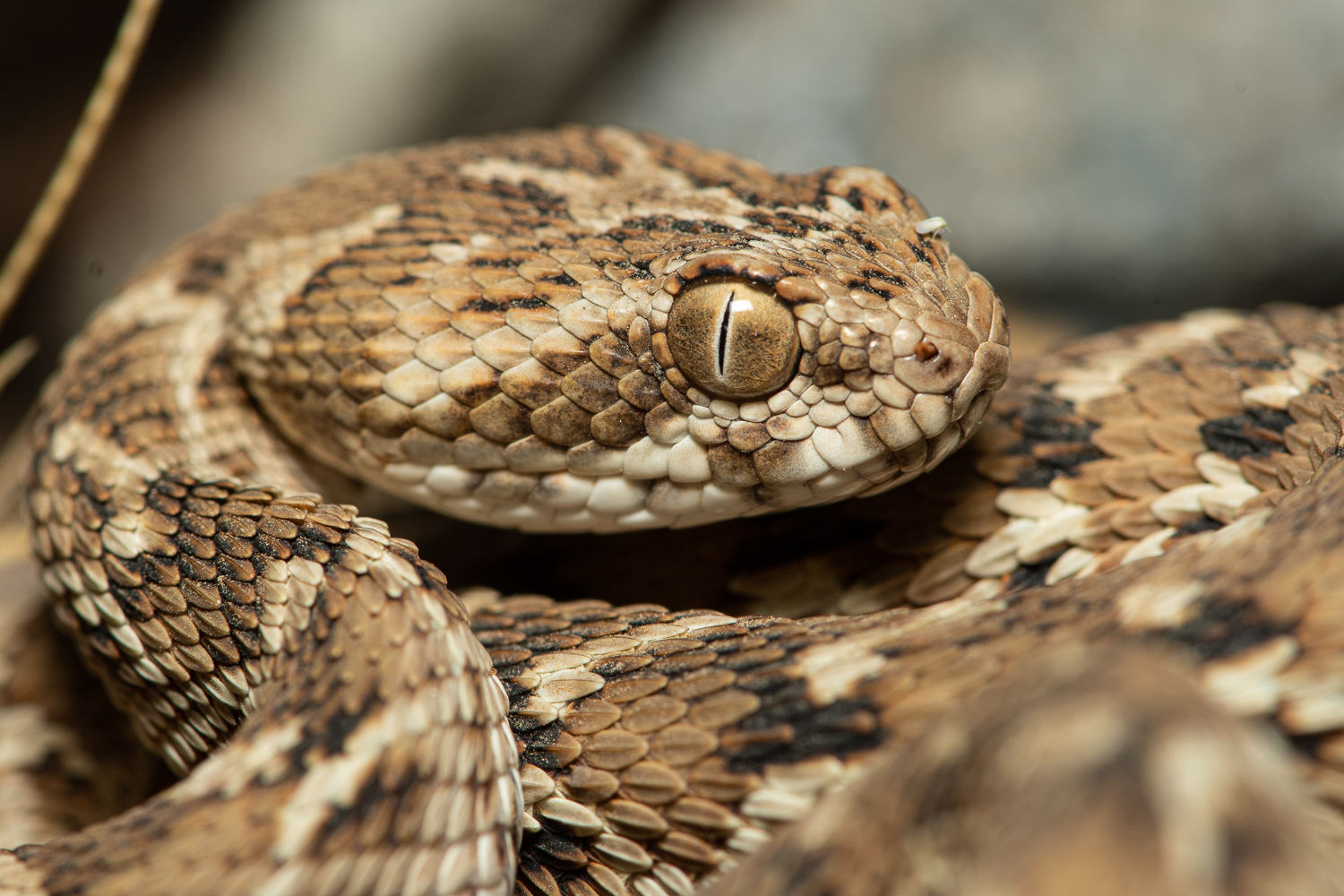
De ogen zijn groot en aan de bovenzijde van de kop gepositioneerd zodat de slang half ingegraven toch kan zien.

De zaagschubadder komt voor in delen van het Midden-Oosten en centraal Azië en leeft in de landen Afghanistan, Iran, India, Pakistan, Sri Lanka, Bangladesh, Verenigde Arabische Emiraten, Oman, Turkmenistan, Oezbekistan en Tadzjikistan. De habitat bestaat uit schrale droge en warme streken zoals savannen en graslanden maar ook in stedelijke gebieden kan de zaagschubadder in hoge dichtheden voorkomen. De soort is aangetroffen van zeeniveau tot op een hoogte van ongeveer 2000 meter boven zeeniveau.

## Levenswijze
Met de van tandenrijen voorziene schubben van het lichaam wordt bij verstoring een raspend geluid geproduceerd, net als een ratelslang waarschuwende geluiden maakt met de ratel. Het is een schemer- en nachtactieve soort die zich overdag verstopt of ingraaft. Het voedsel bestaat uit allerlei kleinere gewervelden of grotere ongewervelden zoals hagedissen, knaagdieren, kikkers, slangen en vogels. Soms worden ook wel ongewervelden zoals kevers buitgemaakt.
Net als sommige andere slangen, met als bekendste de sidewinder (Crotalus cerastes), kan de adder zich zijwaarts kronkelend over steile zanderige plaatsen bewegen, wat side-winding wordt genoemd. Hierbij tilt de slang zich als het ware op door zich op twee punten af te zetten op de grond. Vanwege de zanderige streken waar de soort voorkomt, wordt voornamelijk van deze techniek gebruikgemaakt, hoewel de adder zich ook gewoon kronkelend kan voortbewegen zoals andere slangen.
De vrouwtjes zetten geen eieren af maar zijn eierlevendbarend, de jongen komen levend ter wereld. Per worp worden tot vijftien jongen geboren.

## Giftigheid
De zaagschubadder is zeer giftig en is wereldwijd een van de beruchtste soorten slangen die ieder jaar veel dodelijke slachtoffers maakt. Het feit dat de slang zich thuis voelt in gecultiveerde gebieden heeft daar mee te maken. De slang staat bekend als agressief en bijterig. De giftanden zijn relatief zeer lang in verhouding tot het lichaam en het gif is relatief extreem krachtig. Het gif tast het bloed aan en is ongeveer vijf keer zo sterk als het gif van cobra's. Het vergif van de zaagschubadder wordt beschouwd als mogelijk het gevaarlijkste van alle adders.